# Anthidon

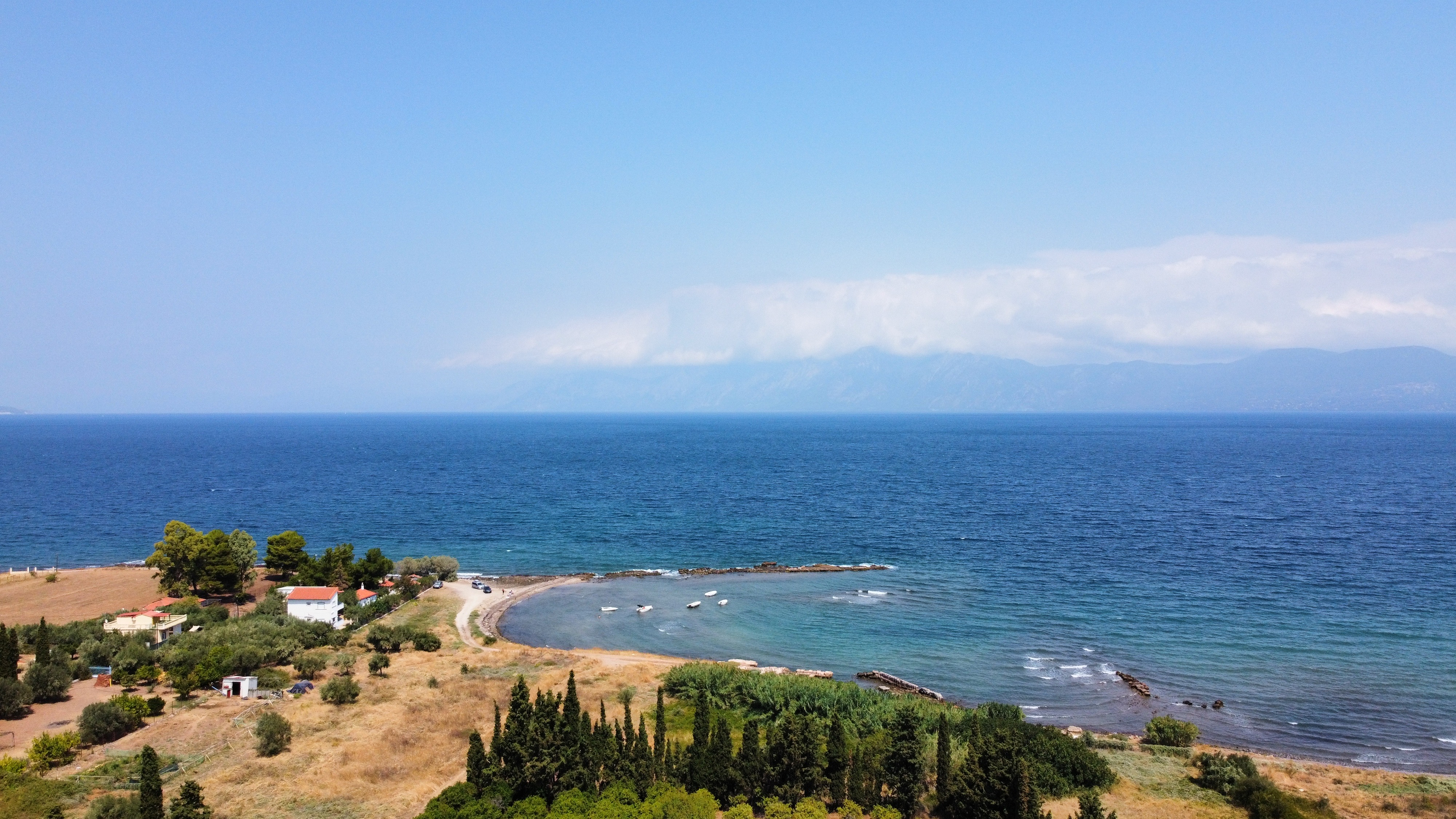
Le port antique d’Anthidona (Eubée, Grèce), vu par drone

Anthidon ou Anthidona (en grec : Ανθηδώνα) est un district municipal et un village du centre du district d'Eubée, située sur la partie continentale en Grèce.
Le district, qui appartient depuis 2010 au dème des Chalcidiens, compte deux communautés municipales, celles de Drossia qui en est le siège, et celle de Loukissia dont fait partie le village d'Anthidona (155 hab.), dont l'existence officielle date de 1981.